# Arrondissement di Yssingeaux
L'arrondissement di Yssingeaux è una suddivisione amministrativa francese, situata nel dipartimento dell'Alta Loira e nella regione dell'Alvernia-Rodano-Alpi.

## Composizione
L'arrondissement di Yssingeaux raggruppa 44 comuni in 9 cantoni:
- cantone di Aurec-sur-Loire
- cantone di Bas-en-Basset
- cantone di Monistrol-sur-Loire
- cantone di Montfaucon-en-Velay
- cantone di Retournac
- cantone di Saint-Didier-en-Velay
- cantone di Sainte-Sigolène
- cantone di Tence
- cantone di Yssingeaux